# Therese Sjögran
Kerstin Ingrid Therese Sjögran (Södra Sandby, Suecia; 8 de abril de 1977) conocida como Therese Sjögran, es una exfutbolista sueca. Jugaba como centrocampista y su último equipo fue el F.C. Rosengård de la Damallsvenskan de Suecia.

## Clubes
| Club                        | País           | Año         |
| --------------------------- | -------------- | ----------- |
| Veberöds AIF                | Suecia         | 1991 - 1996 |
| Kristianstads DFF           | Suecia         | 1997 - 2000 |
| Malmö FF Dam/LdB FC Malmö   | Suecia         | 2001 - 2010 |
| Sky Blue F.C.               | Estados Unidos | 2011        |
| LdB FC Malmö/F.C. Rosengård | Suecia         | 2011 - 2015 |

## Palmarés

### Campeonatos nacionales
| Título              | Club           | País   | Año  |
| ------------------- | -------------- | ------ | ---- |
| Damallsvenskan      | F.C. Rosengård | Suecia | 2010 |
| Damallsvenskan      | F.C. Rosengård | Suecia | 2011 |
| Supercopa de Suecia | F.C. Rosengård | Suecia | 2011 |
| Supercopa de Suecia | F.C. Rosengård | Suecia | 2012 |
| Damallsvenskan      | F.C. Rosengård | Suecia | 2013 |
| Damallsvenskan      | F.C. Rosengård | Suecia | 2014 |
| Damallsvenskan      | F.C. Rosengård | Suecia | 2015 |
| Supercopa de Suecia | F.C. Rosengård | Suecia | 2015 |

### Campeonatos internacionales
| Título            | Equipo              | Sede      | Año  |
| ----------------- | ------------------- | --------- | ---- |
| Copa de Algarve   | Selección de Suecia | Portugal  | 2001 |
| Copa de Algarve   | Selección de Suecia | Portugal  | 2009 |
| Copa de Australia | Selección de Suecia | Australia | 2003 |